# Liste der Naturdenkmale in Horben
| Naturdenkmale | Anzahl |
| ------------- | ------ |
| FND           | 1      |
| END           | 14     |
| Gesamt        | 15     |

Die Liste der Naturdenkmale in Horben nennt die verordneten Naturdenkmale (ND) der im baden-württembergischen Landkreis Breisgau-Hochschwarzwald liegenden Gemeinde Horben. In Horben gibt es insgesamt fünfzehn als Naturdenkmal geschützte Objekte, davon ein flächenhaftes Naturdenkmal (FND) und vierzehn Einzelgebilde-Naturdenkmale (END).
Stand: 31. Oktober 2016.

## Flächenhafte Naturdenkmale (FND)
| Name                     | Bild | Kennung     | Einzelheiten        | Position | Fläche Hektar | Datum         |
| ------------------------ | ---- | ----------- | ------------------- | -------- | ------------- | ------------- |
| Geisenfelsen             | BW   | 83150140003 | Bollschweil, Horben | ⊙        | 0,9           | 15. Apr. 1964 |
| Legende für Naturdenkmal |      |             |                     |          |               |               |

## Einzelgebilde (END)
| Name                                             | Bild                                                             | Kennung     | Einzelheiten | Position | Fläche Hektar | Datum         |
| ------------------------------------------------ | ---------------------------------------------------------------- | ----------- | ------------ | -------- | ------------- | ------------- |
| Buchengruppe, „Kenkbuche“                        | BW                                                               | 83150560008 | Horben       | ⊙        | 0,0           | 15. Apr. 1964 |
| Fichtengruppe                                    | BW                                                               | 83150560025 | Horben       | ⊙        | 0,0           | 15. Apr. 1964 |
| 1 Edelkastanie                                   | BW                                                               | 83150560024 | Horben       | ⊙        | 0,0           | 15. Apr. 1964 |
| 1 Linde Langackernstraße (Einfahrt)              | BW                                                               | 83150560003 | Horben       | ⊙        | 0,0           | 15. Apr. 1964 |
| 1 Linde Langackernstraße (nördlich der Einfahrt) | BW                                                               | 83150560002 | Horben       | ⊙        | 0,0           | 15. Apr. 1964 |
| 1 Sommerlinde im Maienackerweg                   | BW                                                               | 83150560032 | Horben       | ⊙        | 0,0           | 15. Apr. 1964 |
| 1 Sommerlinde                                    |                                                                  | 83150560001 | Horben       | ⊙        | 0,0           | 15. Apr. 1964 |
| 1 Sommerlinde                                    | ND existiert nicht mehr. Auf dem Baumstumpf steht ein Holz-Ochse | 83150560005 | Horben       | ⊙        | 0,0           | 15. Apr. 1964 |
| 1 Stechpalme                                     | BW                                                               | 83150560014 | Horben       | ⊙        | 0,0           | 15. Apr. 1964 |
| 2 Linden                                         | BW                                                               | 83150560011 | Horben       | ⊙        | 0,0           | 15. Apr. 1964 |
| 2 Linden                                         | BW                                                               | 83150560023 | Horben       | ⊙        | 0,0           | 15. Apr. 1964 |
| 2 Sommerlinden                                   | BW                                                               | 83150560028 | Horben       | ⊙        | 0,0           | 15. Apr. 1964 |
| 3 Sommerlinden                                   | BW                                                               | 83150560026 | Horben       | ⊙        | 0,0           | 15. Apr. 1964 |
| 3 Sommerlinden                                   | BW                                                               | 83150560027 | Horben       | ⊙        | 0,0           | 15. Apr. 1964 |
| Legende für Naturdenkmal                         |                                                                  |             |              |          |               |               |